# Abt Sportsline
Die Abt Sportsline Gesellschaft mit beschränkter Haftung (Eigenschreibweise: ABT) ist ein deutsches Familienunternehmen mit Sitz in Kempten, das Umbauten von Fahrzeugen, Motorrennsport und Fahrzeugtuning für Fahrzeuge der Hersteller Audi, Seat, Škoda, Cupra, Volkswagen und Lamborghini betreibt. 
Das Unternehmen wurde 1991 gegründet, konzentriert sich auf das Modifizieren einzelner Fahrzeugmodelle, unter anderem durch Sportfahrwerke, Chiptuning oder aerodynamische und optische Veränderungen und unterhält eine eigene Rennsportabteilung.

## Geschichte

### Gründungsjahre und Autowerkstatt

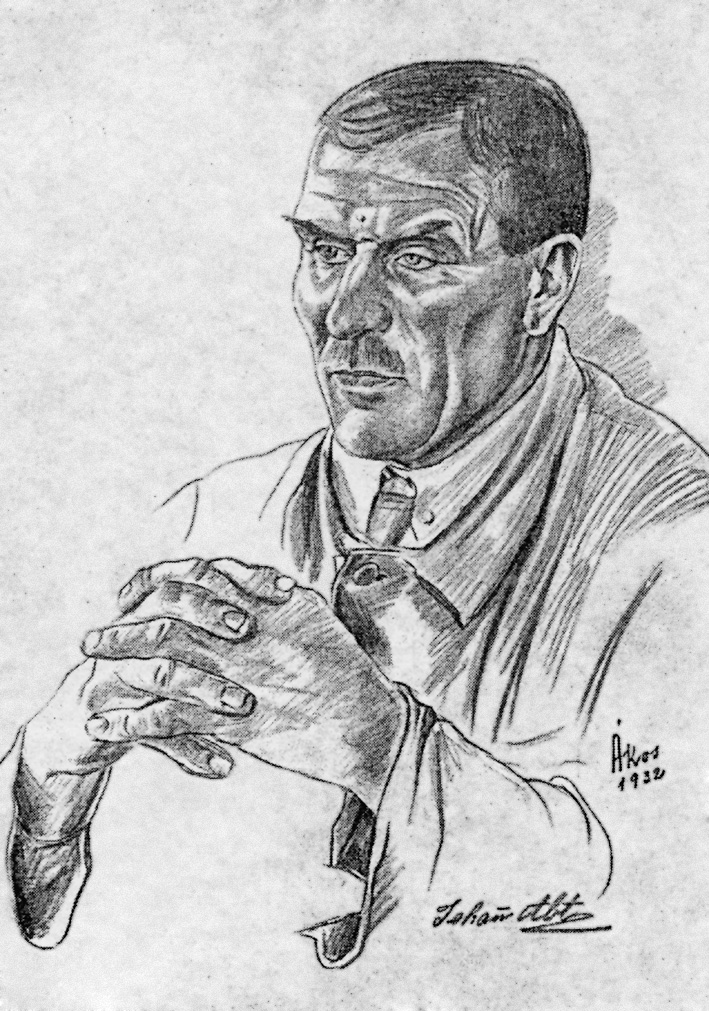
Johann Abt, 1932

1896 machte sich der Schmied Johann Baptist Abt (1869–1933) mit einer Schmiede in Kempten selbständig. Er entwickelte eine Kufen-Konstruktion, mit der Pferdefuhrwerke auch im Winter fahren konnten.
Vor dem Ersten Weltkrieg begann Johann Abt mit Autoreparaturen und -handel als zweitem Standbein. Die Schmiede blieb Haupterwerbsquelle. Johann Abts Söhne Josef und Hans begannen in den 1920er-Jahren Ausbildungen in der Kraftfahrzeugtechnik. Ende der 1920er-Jahre koppelte sich „Auto-Abt“ von der Schmiede ab, die Johann Abt bis zu seinem Tode 1933 betrieb. In der Kemptener Burgstraße wurde ein Autohaus für Fahrzeuge der Marken Horch und Audi eröffnet.

### Nachkriegszeit
Josef Abt fiel im Zweiten Weltkrieg. Im Nachkriegsdeutschland übernahm seine Witwe Rosina die Führung des Familienunternehmens zusammen mit ihrem Schwager Hans Abt. Ein Kfz-Meister und zwei Gesellen bildeten zunächst den Personalstamm. Da der private Pkw-Bereich nach dem Krieg brachlag, war die Reparatur von Militärfahrzeugen Haupterwerbsquelle. 1948 begann Johann Abt, der Sohn von Josef und Rosina Abt, seine Lehre im elterlichen Betrieb. Angesichts der sich wieder erholenden Wirtschaft waren Transporter für Handel und Handwerk gefragt. Rosina Abt nahm den 1,1 Tonnen schweren Borgward-Transporter ins Programm auf und verkaufte bis 1950 100 Stück. Anziehende Pkw-Verkäufe verdrängten die Nutzfahrzeuge wieder aus dem Programm des unverändert als Auto-Abt firmierenden Unternehmens. Gründer-Enkel Johann Abt bestritt 1950 sein erstes Motorradrennen. 1962 gründet Johann Abt Abt Tuning und gliederte die Gesellschaft dem Familienunternehmen an.

### Ab 1991
1991 zog der Hauptsitz von der Oberwanger Straße in die Daimlerstraße (heute: Johann-Abt-Straße) nach Kempten-Leubas, wo binnen eines Jahres eine 3500 Quadratmeter große Zentrale an der Bundesautobahn 7 errichtet wurde. Außerdem firmierte das Unternehmen um in Abt Sportsline GmbH. Als Geschäftsführer wurden Johann Abts Söhne Christian und Hans-Jürgen Abt eingesetzt. Nach dem Tod von Johann Abt im Jahr 2003 führten die beiden Söhne das Unternehmen weiter. Christian Abt schied 2011 auf eigenen Wunsch aus der Geschäftsleitung aus. Seit November 2013 hat das Abt’sche Motorsport-Museum seine Heimat in einem neuen Anbau. Hans-Jürgen Abt blieb bis 2019 alleiniger Geschäftsführer und gab im selben Jahr die Geschäftsführung an Thomas Biermaier ab. Hans-Jürgen Abt wurde geschäftsführender Gesellschafter.

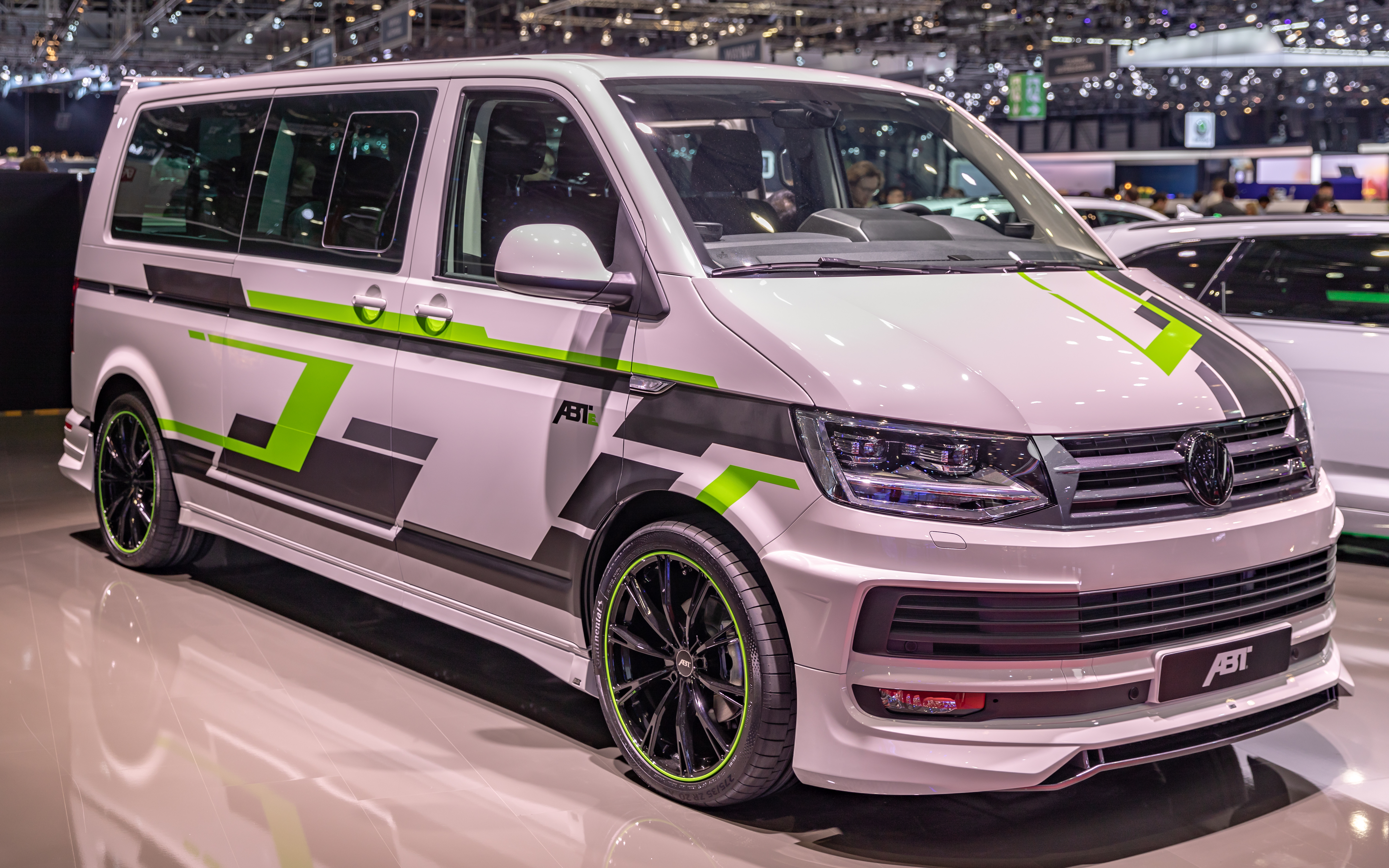
Beispiel eines von ABTmodifizierten Fahrzeuges (ABT e-Transporter, 2019)

Im Jahr 2023 wurde ein Joint Venture im chinesischen Guangzhou mit Yotta Automobile eingegangen. Als erste Produkte dieser Zusammenarbeit wurden im April 2023 auf der Shanghai Auto Show modifizierte Versionen des Jetta VS7 und des GAC Trumpchi Empow gezeigt.

## Unternehmen
Über 130 Mitarbeiter arbeiten für Abt Sportsline in Kempten. Die Produkte des Unternehmens werden in mehr als 50 Ländern der Welt angeboten. Seit 2009 ist Abt mit ihrer e-Line auch im Bereich der Elektromobilität aktiv, die ihren Sitz in der Oberwanger Straße 16 in Kempten hat.

## Galerie

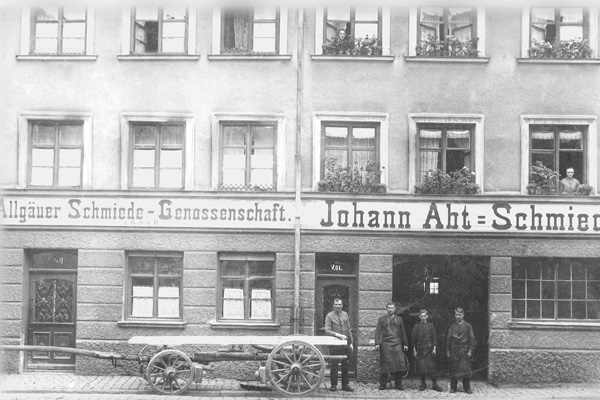
Schmiede von Johann Abt, ca. 1896
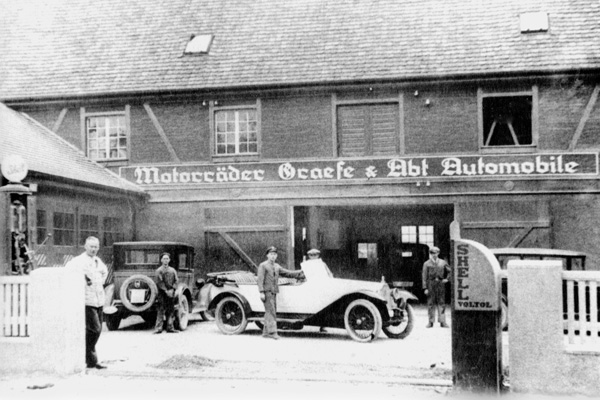
Gebäude von Motorräder Graefe & Abt Automobile, ca. 1920
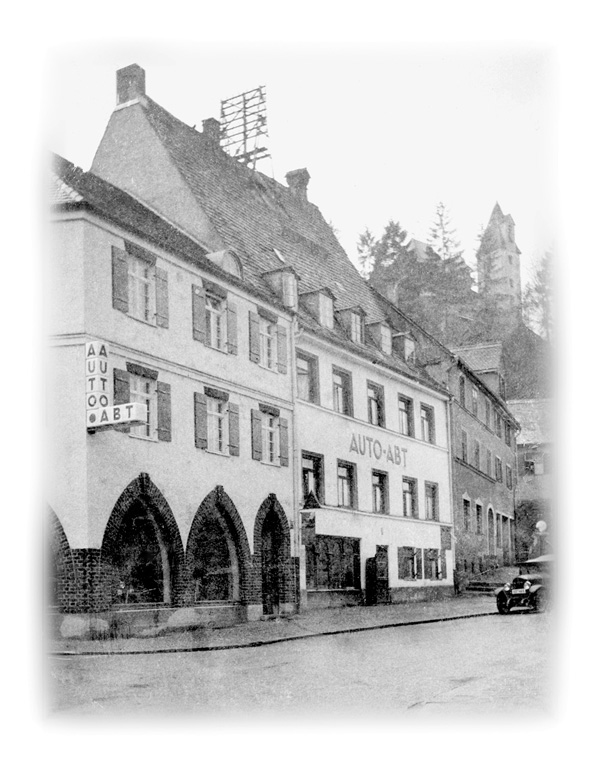
Gebäude in der Kemptener Burgstraße
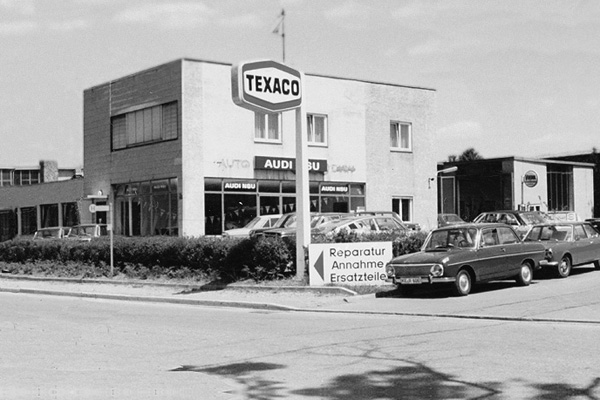
Gebäude in der Oberwanger Straße 16, Kempten, 1970er Jahre
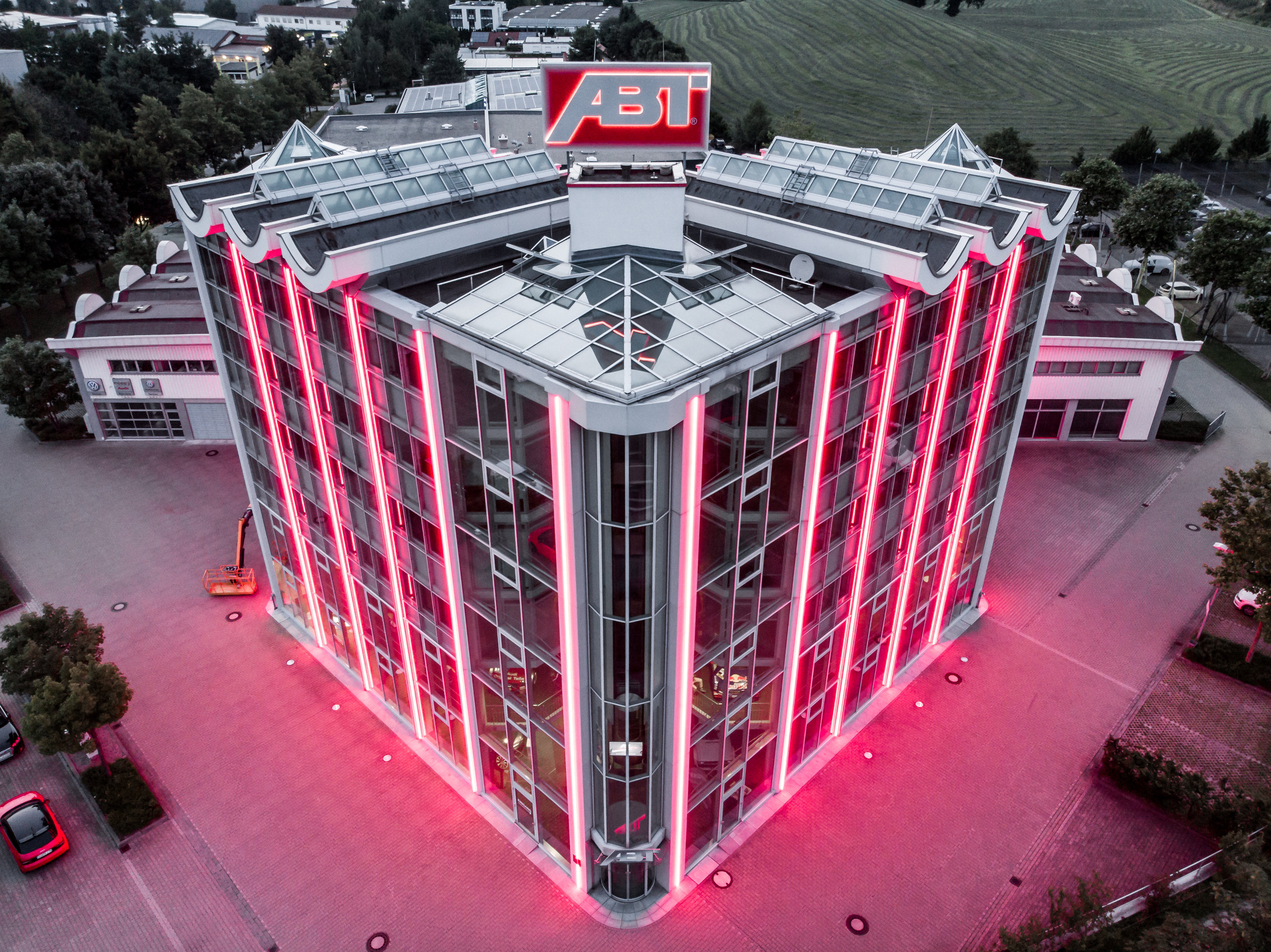
Derzeitiges Gebäude in der Johann-Abt-Straße 2, Kempten, 2019

## Motorsport
Mit einem Motorradrennen auf der Grasbahn im Jahr 1950 startete Johann Abt seine Laufbahn und damit auch die Motorsport-Karriere seines Unternehmens. Heute zählt Abt Sportsline zu den erfolgreichsten deutschen Motorsport-Teams. Seit 2004 ist Abt Sportsline ein offizielles Werksteam von Audi Sport in der DTM und tritt als solches unter der Bezeichnung Audi Sport Team Abt Sportsline an.